# 福岡市立飯倉中央小学校
福岡市立飯倉中央小学校（ふくおかしりつ いいくらちゅうおうしょうがっこう）は、福岡県福岡市早良区飯倉3丁目にある公立小学校。

## 沿革
- 1989年 - 開校